# Anna Kalmanovitch
Anna Kalmanovitch (1893-1920) est une féministe et suffragette russe. Développant d'abord une activité philanthropique dans les années 1890, elle a évolué vers un féminisme radical dans les décennies suivantes.

## Vie et activité
Anna Kalmanovitch a été mariée à Samuel Eremeïevitch Kalmanovitch (ru), « un éminent avocat de la défense impliqués dans de nombreux grands procès politiques avant et pendant la Révolution de 1905 ».
Elle fonde la Société hébraïque pour les soins aux malades de Saratov (Saratovskoe Evreiskoe Popechitel'stvo o Bol'nykh) en 1893 et en est la présidente jusqu'en 1904. Elle fait son premier discours public en décembre 1904, un rapport au congrès du Conseil International des Femmes à Berlin. Les attaques menées par le mouvement antisémite et ultra-nationaliste Cent-Noirs la contraignent à fuir Saratov. En exil, elle assiste à des congrès de l'Alliance internationale pour le suffrage des femmes en 1906 et 1908, et tient des conférences sur le mouvement des femmes devant des groupes d'exilés russes en Suisse.
À son retour en Russie en 1908, Anna Kalmanovitch rejoint l'Union pan-russe pour l'égalité des femmes et commence à écrire pour les revues l'Union des Femmes (Soiuz Zhenshchin) et Le Messager de la femme (Zhenskii Vestnik). Elle s'adresse en 1908 au Congrès russe des femmes dans un discours qu'elle intitule Le mouvement des femmes et la manière dont les partis s'y référent (Zhenskoe Dvizhenie je Otnosheniia Partii k Nemu). Elle rejoint ensuite la Ligue pan-russe pour l'égalité des femmes (russe : Всероссийская лига равноправия женщин) en 1908.
Elle est également l'auteure de plusieurs brochures sur la question des femmes, et a collaboré à de nombreuses revues russes et étrangères consacrées au mouvement des femmes.
Elle serait morte à Tallinn en 1920, où elle était réfugiée avec Samuel Kalmanovitch.

## Ouvrages
- (ru) Женское движение и отношение партий к нему : Докл., чит. на Первом Всерос. жен. съезде 15 дек. 1909 [!1908] г. [« Le mouvement féminin et ses relations avec le parti. Rapport pour le 1er congrès pan russe des femmes du 15 décembre 1909  [!1908] »], Saint)Pétersbourg, Тип. Б.М. Вольфа,‎ 1911, 15 p. ;
- (ru) Суффражистки и суффражетки : Докл., чит. в Петербурге в марте 1910 г. [« Suffragistes ou suffragettes. Rapport lu à Péterbourg en mars 1910 »], Saint-Pétersbourg, Тип. Б.М. Вольфа,‎ 1911, 76 p..

## Sources
- (en) Rochelle Goldberg Ruthchild, « Kalmanovich, Anna : 19th and 20th Centuries », dans Francisca de Haan, Krassimira Daskalova, Anna Loutfi, Biographical Dictionary of Women's Movements and Feminisms in Central, Eastern, and South Eastern Europe, New York, Central European University Press, 2005, 678 p. (ISBN 978-963-73-2639-4) ;
- (ru) « Кальманович, Анна Андреевна » [« Kalmanonovitch, Anna Andreïevena »], ЕЭБЕ (Encyclopédie juive Brokhaus et Efron), sur Викитека ru.wikisource.org (consulté le 25 novembre 2017)